# Reino Unido en los Juegos Olímpicos de Pyeongchang 2018
El Reino Unido estuvo representado en los Juegos Olímpicos de Pyeongchang 2018 por un total de 58 deportistas que compitieron en 11 deportes. Responsable del equipo olímpico fue la Asociación Olímpica Británica, así como las federaciones deportivas nacionales de cada deporte con participación.
La portadora de la bandera en la ceremonia de apertura fue la deportista de skeleton Elizabeth Yarnold.

## Medallistas
El equipo olímpico británico obtuvo las siguientes medallas:
| Nombre            | Deporte          | Competición  |
| ----------------- | ---------------- | ------------ |
| Oro               |                  |              |
| Elizabeth Yarnold | Skeleton         | Individual F |
| Plata             |                  |              |
| —                 |                  |              |
| Bronce            |                  |              |
| Isabel Atkin      | Esquí acrobático | Slopestyle F |
| Dominic Parsons   | Skeleton         | Individual M |
| Laura Deas        | Skeleton         | Individual F |
| Billy Morgan      | Snowboard        | Big air M    |